# Nené (cầu thủ bóng đá, sinh 1995)
Rui Filipe Cunha Correia (sinh ngày 10 tháng 6 năm 1995) hay Nené  là một cầu thủ bóng đá người Bồ Đào Nha thi đấu cho Montalegre theo dạng cho mượn từ Braga, ở vị trí tiền vệ.

## Sự nghiệp bóng đá
Vào ngày 31 tháng 8 năm 2014, Nené có màn ra mắt cho Braga B trong trận đấu tại Giải bóng đá hạng nhất quốc gia Bồ Đào Nha 2014–15 trước Farense.